# Теорія множин Цермело
Теорія множин Цермело — теорія множин, що включає в себе 7 аксіом, опублікована німецьким математиком Ернстом Цермело у 1908 році.
Система аксіом Цермело (Z) для теорії множин була створена тому, що в інтуїтивній теорії множин Георга Кантора були виявлені парадокси і аксіоматичний метод виявилася єдиним виходом із становища.
Пізніше Абрахам Френкель і Туралф Скулем розширили її до 10 аксіом (Теорія множин Цермело — Френкеля ZF).

### Аксіоми Теорії множин Z
AXIOM I. Аксіома об'ємності (екстенсіональності). Дві множини збігаються (рівні між собою) тоді й лише тоді, коли вони мають одні й ті самі елементи:
Замість поданого твердження інколи записують, що елементи вважають однаковими, якщо вони належать до одних і тих самих множин. Інакше кажучи, їх неможливо розрізнити за допомогою належності до множин:
AXIOM II. Аксіома пари: Із двох довільних [однакових чи різних] множин можна утворити [щонайменше одну] невпорядковану пару, тобто таку множину {\displaystyle ~c}, кожний елемент якої {\displaystyle ~b} ідентичний даній множині {\displaystyle ~a_{1}} або даній множині {\displaystyle ~a_{2}}:
AXIOM III. Аксіомна схема виділення. Для довільної множини {\displaystyle x} і властивості (предиката, висловлювання системи {\displaystyle Z}) {\displaystyle P} існує множина {\displaystyle y}, елементами якої є ті й лише ті елементи множини {\displaystyle y}, які мають властивість {\displaystyle P} (при яких справджується Р):
Тут {\displaystyle y} не входить у запис {\displaystyle P}.
AXIOM IV. Аксіома булеана. Для довільної множини {\displaystyle x} існує множина {\displaystyle y}, елементами якої є ті й лише ті елементи, що є підмножинами {\displaystyle x}.
З використанням відношення підмножини {\displaystyle \subseteq } останню формулу можна спростити:
Таку множину {\displaystyle y} називають булеаном множини {\displaystyle x} та позначають {\displaystyle P(x)} або {\displaystyle 2^{x}}.
Для скінченних множин справджується рівність {\displaystyle |2^{x}|=2^{|x|}}. Тут {\displaystyle |x|} — кількість елементів множини {\displaystyle x}.
AXIOM V. Аксіома об'єднання. З будь-якого сімейства {\displaystyle ~a} множин {\displaystyle ~b} можна утворити як мінімум одну таку множину {\displaystyle ~d}, кожен елемент {\displaystyle ~c} якої належить хоча б одній множині {\displaystyle ~b} даного сімейства {\displaystyle ~a} :
AXIOM VI. Аксіома вибору. Для довільної множини {\displaystyle z} існує функція {\displaystyle w}, що вибирає з кожного непорожнього елемента {\displaystyle x} множини {\displaystyle z} єдиний елемент {\displaystyle w*x}:
AXIOM VII. Аксіома нескінченності. Існує така множина {\displaystyle x}, що містить порожню множину {\displaystyle \varnothing } та для довільного належного до неї елемента y включає також і множину, утворену об’єднанням {\displaystyle y} та {\displaystyle {y}}:
За допомогою раніше означеного предикату {\displaystyle Inf} цю аксіому можна записати так:

### Теорія множин ZF
Абрахам Френкель і Туралф Скулем незалежно довели у 1922, що в теорії множин Z неможливо довести існування {Z0, Z1, Z2, ...}, де Z0 — натуральні числа, а Zn+1 — булеан Zn.  Френкель запропонував доповнити Z новою аксіомою підстановки, а також акіомою регулярності.
Отриману систему називають системою аксіом Цермело — Френкеля і позначають ZF. Ця система аксіом містить єдине примітивне онтологічне (фундаментальне) поняття — множина, та єдине онтологічне припущення, що всі досліджувані об'єкти є множинами. Запроваджено єдине бінарне відношення приналежності до множини.